# Le Fantôme de Cat Dancing
Pour plus de détails, voir Fiche technique et Distribution.
Le Fantôme de Cat Dancing (titre original : The Man Who Loved Cat Dancing) est un film américain réalisé par Richard C. Sarafian en 1973. C'est l'adaptation d'un roman de Marilyn Durham publié en 1972.

## Synopsis
Dans le désert, les hommes de Jay Grobart, un ancien officier, s'emparent du contenu d'un fourgon postal, sous les yeux de Catherine Crocker, témoin féminin inattendu immédiatement capturé. Les forces de l'ordre se lancent à la poursuite des voleurs et le mari de Catherine, Willard Crocker, se joint à la patrouille…

## Fiche technique
- Titre français : Le fantôme de Cat Dancing
- Titre original : The man who loved Cat Dancing
- Réalisation : Richard C. Sarafian
- Scénario : Eleanor Perry d'après le roman de Marilyn Durham
- Producteur : Irving Ravetch
- Musique : John Williams
- Photo : Harry Stradling Jr.
- Pays de production : États-Unis
- Format : couleurs - 2,35:1 - Mono - 35 mm
- Genre : western
- Durée : 123 minutes
- Dates de sortie :
  - États-Unis : 1973
  - France : 24 avril 1974[1]

## Distribution
- Burt Reynolds (VF : Georges Aminel) : Jay Grobart
- Sarah Miles (VF : Arlette Thomas) : Catherine Crocker
- Jack Warden (VF : Michel Gatineau) : Dawes
- George Hamilton (VF : Jean-Claude Balard) : Willard Crocker
- Lee J. Cobb (VF : André Valmy) : Lapchance
- Robert Donner (VF : Georges Aubert) : Dub
- Nancy Malone (VF : Julia Dancourt) : Sudie
- Bo Hopkins (VF : Michel Bedetti) : Billy